# Here I Stand
Pour l’article homonyme, voir Here I Stand (chanson).
Albums de Usher
Confessions
(2004) Raymond v. Raymond
(2010)
Singles
1. Love In This Club
Sortie : 22 février 2008
2. Love in This Club Part II
Sortie : 28 avril 2008
3. Moving Mountains
Sortie : 23 mai 2008
4. What's Your Name
Sortie : 18 août 2008
5. Trading Places
Sortie : 17 octobre 2008

Here I Stand est le 5e album du chanteur R&B Usher, sorti le 27 mai 2008. Le premier single de cet album est Love In This Club, sorti en février 2008 et qui se plaça à la 51e place du Billboard Hot R&B. 
Le titre arriva aussi à entrer dans le Billboard Hot 100 à la 83e place avant de se placer 1er après trois semaines d'exploitation. Love In This Club devient alors le 8e single d'Usher à être en tête du Billboard Hot 100.

## Histoire
Initialement, l'album devait sortir en novembre 2007, mais finalement la date a été repoussée au 27 mai 2008.
Les chansons de l'album ont été enregistrées avec Jermaine Dupri, T-Pain, Dre & Vidal, No I.D. et Polow da Don. On parle aussi d'autres producteurs comme Kanye West, Timbaland, et Ne-Yo mais rien n'a encore été confirmé. Lil Jon, avec qui Usher eut beaucoup de succès, n'a pas encore travaillé sur cet album. Il dit dans une interview du MTV News qu'il était en train d'essayer de trouver un nouveau son pour Usher.
En avril, Usher révéla sur la chaîne MTV que la chanteuse Beyoncé et le rappeur/producteur Jay-Z apparaîtront sur son nouvel album.
Il y a aussi des chances d'entendre une collaboration avec Michael Jackson produite par T-Pain mais rien n'a été enregistré pour le moment.
Dans une interview pour MTV News, Jermaine Dupri déclara que malgré le fait qu'Usher ait dit que le prochain single serait Moving Mountains, il se pourrait qu'en fait le titre The Best Thing enregistré avec Jay-Z pour être le deuxième single.
Dupri parla aussi de l'album : « L'album d'Usher est surtout centré sur le fait qu'a un moment de sa vie, chaque homme doit grandir. Et grandir c'est respecter une femme, en avoir une dans sa vie et surtout prendre soin d'elle. Voilà la définition de grandir ».

## Titres
| No  | Titre                                                      | Auteur                                                                                    | Producteur(s)                        | Durée |
| --- | ---------------------------------------------------------- | ----------------------------------------------------------------------------------------- | ------------------------------------ | ----- |
| 1.  | Forever Young (Intro)                                      | Usher, Ryon Lovett, James "JLack" Lackey                                                  | Lackey                               | 1:28  |
| 2.  | Love In This Club (featuring Young Jeezy)                  | Darnell Dalton, Young Jeezy, Polow da Don, Lovett, Usher, Lamar Taylor, Keith Thomas      | Polow da Don                         | 4:19  |
| 3.  | This Ain't Sex                                             | Usher, Tricky Stewart, Jazze Pha, The-Dream                                               | Tricky Stewart, Jazze Pha, The-Dream | 4:24  |
| 4.  | Trading Places                                             | Usher, Los da Mystro, The-Dream                                                           | Los da Mystro                        | 4:28  |
| 5.  | Moving Mountains                                           | Usher, Stewart, The-Dream, Kuk Harrell                                                    | Stewart, The-Dream                   | 4:58  |
| 6.  | What's Your Name (featuring will.i.am)                     | Usher, will.i.am, Ryan Toby                                                               | will.i.am                            | 3:58  |
| 7.  | Prayer for You (Interlude)                                 |                                                                                           |                                      | 1:43  |
| 8.  | Something Special                                          | Usher, Jermaine Dupri, Manuel Seal, LRoc, Johntá Austin                                   | Dupri, Seal, LRoc                    | 3:58  |
| 9.  | Love You Gently                                            | Usher, Dre & Vidal, Raheem DeVaughn                                                       | Dre & Vidal                          | 3:39  |
| 10. | Best Thing (featuring Jay-Z)                               | Usher, Dupri, Austin, Seal, Jay-Z                                                         | Dupri, Seal                          | 3:54  |
| 11. | Before I Met You                                           | Usher, Bryan-Michael Cox, Austin, Swizz Beatz, Craig Love                                 | Cox                                  | 4:56  |
| 12. | His Mistakes                                               | Usher, Ne-Yo, Stargate                                                                    | StarGate, Ne-Yo                      | 4:59  |
| 13. | Appetite                                                   | Usher, Danja, Ezekiel Lewis, Bale'wam Muhammad, Brian Casey, Dupri, Seal, Marcella Araica | Danja                                | 3:58  |
| 14. | What's a Man to Do                                         | Usher, Austin, StarGate                                                                   | StarGate                             | 4:09  |
| 15. | Lifetime                                                   | Usher, Lovett, Lackey                                                                     | JLack                                | 4:36  |
| 16. | Love in This Club Part II (featuring Beyoncé et Lil Wayne) | Dalton, Young Jeezy, Don, Lovett, Usher, Taylor, Thomas, Thom Bell, Linda Creed, Wayne    | Soundz                               | 5:09  |
| 17. | Here I Stand                                               | Usher, Dre & Vidal, Don, Adam Blackstone, Gerrell Gaddis                                  | Dre & Vidal                          | 4:10  |
| 18. | Will Work for Love (morceau caché selon pays)              | Usher, J.R. Rotem, James Fauntleroy II                                                    | Rotem                                | 3:19  |

| 19. | Love in This Club (featuring Young Jeezy) (Jason Nevins Extended Mix) | 6:46 |

| 15. | Revolver                                                   | Usher, Alexander "Prettyboifresh" Parhm, M. Glover, Miguel Pimentel, S. Robinson, Toby | Pahrm                | 3:16 |
| 16. | Lifetime                                                   | Usher, Lovett, Lackey                                                                  | James "JLack" Lackey | 4:36 |
| 17. | Love in This Club Part II (featuring Beyoncé et Lil Wayne) | Dalton, Young Jeezy, Don, Lovett, Usher, Taylor, Thomas, Thom Bell, Linda Creed, Wayne | Soundz               | 5:09 |
| 18. | Here I Stand                                               | Usher, Dre & Vidal, Don, Adam Blackstone, Gerrell Gaddis                               | Dre & Vidal          | 4:10 |
| 19. | Will Work for Love                                         | Usher, J.R. Rotem, James Fauntleroy II                                                 | Rotem                | 3:19 |
| 20. | Love in This Club (Remix) (featuring T.I. et Young Jeezy)  |                                                                                        | da Don               | 4:24 |

| 21. | Love In This Club (featuring Young Jeezy) (music video) | 6:14 |

## Classements hebdomadaires
| Classement (2008-09)                | Meilleure position |
| ----------------------------------- | ------------------ |
| Allemagne (Media Control AG)        | 10                 |
| Australie (ARIA)                    | 1                  |
| Autriche (Ö3 Austria Top 40)        | 24                 |
| Belgique (Flandre Ultratop)         | 3                  |
| Belgique (Wallonie Ultratop)        | 8                  |
| Danemark (Tracklisten)              | 15                 |
| États-Unis (Billboard 200)          | 1                  |
| États-Unis (Top R&B/Hip-Hop Albums) | 1                  |
| Finlande (Suomen virallinen lista)  | 39                 |
| France (SNEP)                       | 7                  |
| Italie (FIMI)                       | 38                 |
| Norvège (VG-lista)                  | 16                 |
| Nouvelle-Zélande (RIANZ)            | 5                  |
| Pays-Bas (Mega Album Top 100)       | 5                  |
| Royaume-Uni (UK Albums Chart)       | 1                  |
| Royaume-Uni (R&B Albums)            | 1                  |
| Suède (Sverigetopplistan)           | 18                 |
| Suisse (Schweizer Hitparade)        | 4                  |

## Certifications
| Pays              | Certification | Unités certifiées |
| ----------------- | ------------- | ----------------- |
| Australie (ARIA)  | Or            | 35 000            |
| États-Unis (RIAA) | Platine       | 1 000 000         |
| Irlande (IRMA)    | Or            | 7 500             |
| Royaume-Uni (BPI) | Or            | 100 000           |